# 雉岳山國立公園
雉岳山國立公園（：／ Chiaksan Gungnip Gongwon */?）是位於韓國江原道原州市與橫城郡的山岳型國立公園。1984年12月31日與月岳山國立公園被同時指定，總面積186平方公里。

## 沿革
- 1973年3月15日：雉岳山道立公園指定 (江原道公告第1127號)。
- 1984年12月31日：國立公園指定 (建設部告示第564號)。
- 1985年8月1日：國立公園管理事務所設置 (江原道)。
- 1987年8月5日：國立公園管理公團雉岳山管理事務所開所。
- 1991年4月23日：國立公園業務移管 (建設部→內務部)。
- 1998年2月28日：國立公園業務移管 (內務部→環境部)。

## 關聯區域
- 江原道
  - 原州市所草面
  - 橫城郡講林面